# Protracheoniscus krgozanovskii
Protracheoniscus krgozanovskii là một loài chân đều trong họ Trachelipodidae. Loài này được Borutzkii miêu tả khoa học năm 1957.